# デモステネス (将軍)
デモステネス（デーモステネース、希: Δημοσθένης、ラテン文字転記：Dēmosthénēs、Demosthenes、? - 紀元前413年）は、古代ギリシア、ペロポネソス戦争期のアテナイの将軍。

## 初期の軍歴
デモステネスの軍歴が最初に記録されたのは紀元前426年、アテナイのアイトーリア侵攻を率いたときであった。この試みは失敗に終わった。デモステネスは、120人のアテナイ人兵士とプロクレス (Προκλῆς、Procles) という副官を失った。デモステネスの同盟者たちも大きな損失を被った。この損失のため、責任を問われて命を失うことを恐れたデモステネスは、アテナイに帰還しなかった。 しかし、同年のうちに、アンブラキアがアカルナニアに侵攻し、アカルナニア人たちは、当時20隻のアテナイ艦隊を率いてイオニア海沿岸の警戒に当たっていたデモステネスに助けを求めた。デモステネスは、オルパイ (Olpae) に上陸し、アンブラキア勢の加勢に来ていたエウリュロコス (Εὐρύλοχος、Eurylochus)率いるスパルタ軍を破った。オルパイの戦い (Battle of Olpae) において、エウリュロコスは討ち死にし、アカルナニア勢とアンブラキア勢は講和条約に署名した。

## ペロポネソス戦争における活躍
紀元前425年、引き続きイオニア海の艦隊と行動をともにしていたデモステネスは、クレオンの命を受け、シケリア（シチリア）における反乱を鎮圧するためにアテナイから差し向けられた艦隊に加わった。ところが、嵐のために流され、ペロポネソス半島のピュロスに上陸することになった。兵士を休ませないよう、デモステネスは同地で港の城塞化を命じ、スパルタに近い場所にアテナイの強力な拠点を確保した。この間、スパルタ勢は近傍のスパクテリア島 (Σφακτηρία、Sphacteria) に部隊を上陸させたので、デモステネスはトラシュメリダス (Thrasymelidas) とブラシダスが率いるスパルタ勢の上陸侵攻を阻止するため、配下の兵たちを海岸に移動させた。スパルタ勢の上陸は撃退され、アテナイ艦隊の主力（シケリアへの航海から転進して帰路に就いていた）の到着が間に合い、スパルタの艦船を追い払った。
一方、アテナイでは、スパルタの使節団が和平交渉を試みていた。しかし、交渉は不調に終わり、クレオンは、スパクテリア島侵攻を計画していたデモステネスを支援することになった。アテナイ軍はスパクテリア島の攻略に成功し、スパルタ勢を降伏させたが、これは極めて珍しい出来事であった。（en:Battle of Pylos、en:Battle of Sphacteriaを見よ）

## ペロポネソス戦争におけるその後の動き
紀元前424年、デモステネスとヒポクラテスは、メガラの奪取を試みたが、ブラシダス率いるスパルタ軍に敗れた。デモステネスは、次いでナウパクトスへ転進し、同地の民主派による革命を支援し、ボイオーティア侵攻への兵を集めた。しかし、デモステネスとヒポクラテスはそれぞれの攻撃で連繋をとることができず、ヒポクラテスはデリオンの戦い (Battle of Delium) で敗死してしまう。一方、デモステネスは、シキュオン (Sicyon) を攻撃したが、こちらも敗れた。
デモステネスは、紀元前421年のニキアスの和約の署名者のひとりとなり、これによってペロポネソス戦争の前半が終わった。（このとき同名の別人であるデモステネスが、スパルタを代表して署名している。）
紀元前417年、マンティネイアの戦い（紀元前418年）の後、デモステネスはエピダウロスからのアテナイ軍撤退を指揮した。デモステネスは運動競技会を開催し、エピダウロスの人々が競技に気を取られている間に、アテナイ軍は撤退した。

## シケリア遠征
紀元前415年のアテナイのシケリア（シチリア）侵略 (Sicilian Expedition) の後、スパルタ艦隊が同盟者であるシュラクサイ（シラクサ）を補強するために来援し、その後はこう着状態が続いた。紀元前414年、アテナイはシケリア遠征の増援部隊として、デモステネスとエウリュメドンを、新たに仕立てた73隻の艦船と5,000人の重装歩兵からなる艦隊とともに送り出した。デモステネスは自軍を上陸させると、大胆にもシュラクサイ勢に夜襲を仕掛けた。この攻撃は最初はうまくいったが、やがてアテナイ勢の統率は乱れて大混乱の夜戦となり、遂にはギュリッポス (Γύλιππος、Gylippus) が率いたスパルタ軍に壊滅的な敗北を喫した。
この敗戦の後、アテナイ陣営に疫病が広まりつつあるのを見て取ったデモステネスは、直ちに攻城戦を断念して、アテナイへ帰還し、アッティケーへ侵攻してきたスパルタ勢に対抗すべきだと提案した。遠征軍の総司令官だったニキアス (Νικίας、Nicias) は、当初はこの提案を拒んだが、そうこうしているうちにスパルタの増援部隊が到着し、遂には提案を呑んだ。ところが、撤退の準備をしているうちに月食が起き、これを凶兆と考えて出発は繰り延べられた。この遅れのためにシュラクサイとスパルタの連合軍は、港にアテナイ勢を封じ入れ、これに続いた戦闘でエウリュメドンは討ち死にした。
スパルタ軍に追い込まれたアテナイ軍の戦闘部隊は再び上陸せざるを得なくなった。デモステネスは、船で逃れることができるのではないかと考えていたが、ニキアスは上陸することを望んだ。再上陸後、数日間の行軍を経て、デモステネスとニキアスは軍勢を分けて別行動をとった。デモステネスはシュラクサイ勢の待ち伏せに遭い、降伏を余儀なくされた。その後、間もなくニキアスも捕らえられた。ギュリッポスは、デモステネスとニキアスを捕虜としてスパルタへ連れ帰ろうと考えており、両者を殺さないよう命令していたが、この命令に反して2人は処刑された。

## アリストパネス作の劇中人物
アリストパネスの喜劇『騎士 (Ἱππεῖς、Hippeîs、The Knights)』（紀元前424年）には、デモステネスが登場する。このデモステネスは、ニキアスと一緒に、クレオンを思わせる「例のパフラゴニア人 (the Paphlagonian)」を追い出してしまう奴隷として登場する。この劇中の人物は、実在したアリストパネスと同時代の人物たちである。